# Trentepohlia brevipes
Trentepohlia brevipes là một loài ruồi trong họ Limoniidae. Chúng phân bố ở miền Australasia.